# Apostolos Giannou
Apostolos Giannou, född 25 januari 1990 i Naoussa, Grekland, är en grekisk-australisk fotbollsspelare som spelar som anfallare för OFI Kreta. 

## Karriär
Giannou började sin karriär som ungdomsspelare i Apollon Kalamarias.
Den 22 september 2020 värvades Giannou av OFI Kreta, där han skrev på ett tvåårskontrakt.